# NGC 2831
NGC 2831 је елиптична галаксија у сазвежђу Рис која се налази на NGC листи објеката дубоког неба.
Деклинација објекта је + 33° 44' 41" а ректасцензија 9h 19m 45,6s. Привидна величина (магнитуда) објекта NGC 2831 износи 13,4 а фотографска магнитуда 14,4. NGC 2831 је још познат и под ознакама UGC 4942, MCG 6-21-13, CGCG 181-24, ARP 315, PGC 26376.